# Escidros
Escidros (grec antic: Σκίδρος, llatí: Scidrus) era una antiga ciutat grega a la costa de Lucània entre Pixunt i Laos. És esmentada per Heròdot, qui diu que era colònia de Síbaris i una de les ciutats a la que es van retirar els habitants de Síbaris quan la seva ciutat va ser destruïda. És possible que fos fundada per aquests fugitius.
No torna a aparèixer a la història i només l'esmenta més tard Esteve de Bizanci que no en dona la posició, simplement diu que era "una ciutat d'Itàlia". Les restes d'una antiga ciutat (muralles, teatre i restes d'un port) al lloc de Sapri, al golf de Policastro, són considerades les restes d'Escidros. Avui dia és una vila de pescadors a uns 10 km a l'est de Policastro.